# Vôo 013 da Balkan Bulgarian Airlines
Balkan Bulgarian 013 (registro: LZ-AND) foi uma rota operada pela Balkan Bulgarian Airlines, que saia do aeroporto de Sofia, Bulgária até o aeroporto de Varna, também Bulgária.
No dia 7 de Março de 1983, o vôo foi sequestrado por 4 universitários, exigindo a mudança do pouso para Viena, Áustria.

## Sequestro
O sequestro do vôo começou quando 4 universitários com facas exigiram a mudança do local de pouso para o aeroporto de Viena, visto que o avião não tinha combustível o suficiente para chegar em Viena, o piloto tentou negociar com os sequestradores um pouso em Varna para reabastecimento, os sequestradores negaram.
Após informarem a torre de controle, a polícia búlgara iniciou a criação de um plano, o plano se tornou pousar em Varna, mas enganar os sequestradores levando-os a pensar que estavam em Viena.
Chegando em Varna, os pilotos percebem um problema, Varna é uma cidade litorânea, Viena não, o fato levou a polícia búlgara a ordenar o desligamento de qualquer luz em Varna, para o mar não ser descoberto, ou para ser confundido com o Rio Danúbio.
Após o pouso, os sequestradores exigiram ver agentes austríacos, o que causou o descobrimento da farsa, os chapéus dos agentes falsos eram búlgaros não austríacos, devido a descoberta da farsa, os sequestradores começaram a ameaçar tirar a vida dos passageiros, causando o piloto pedir o início das operações de salvamento dos passageiros.
Os policiais búlgaros entraram no avião detendo os sequestradores, 1 dos 4 sequestradores foi morto, além disso, não houve mais vítimas fatais

## Na Cultura Popular
O Vôo Balkan-Bulgarian Airlines 013 foi apresentado no episódio "Deadly Deception", no Brasil "Armadilha Mortífera", da temporada 23 da série "Mayday Desastres Aéreos". 